# Scatterometro
Lo scatterometro è uno strumento utilizzato per raccogliere dati sulla velocità e sulla direzione dei venti sulla superficie terrestre, soprattutto per quanto riguarda gli oceani. L strumento utilizza microonde per elaborare dati su correnti oceaniche che hanno un grande impatto sui cicloni e varie catastrofi naturali.

## La storia

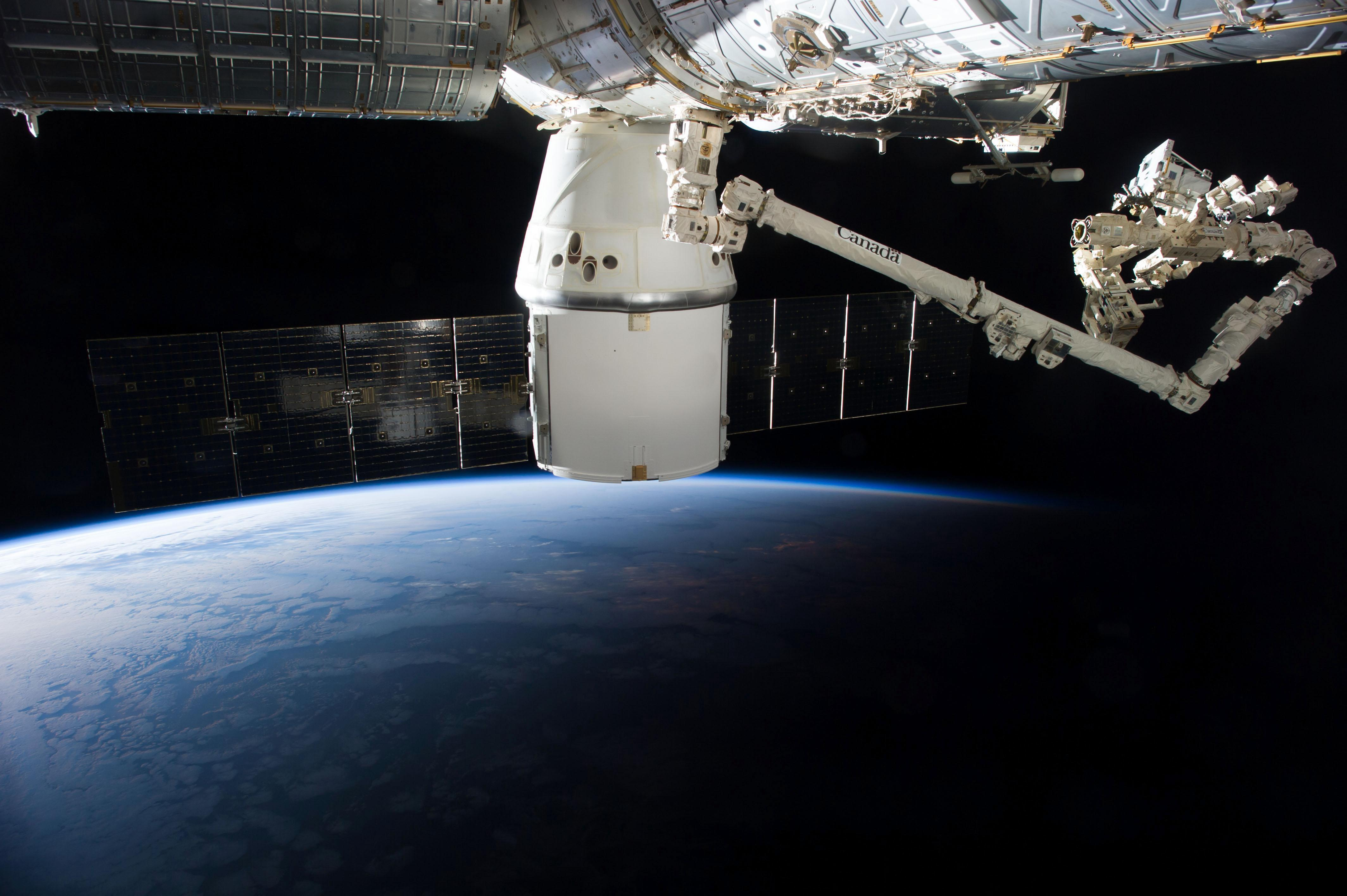
ISS- RAPID SCAT

Il primo scatterometro che venne lanciato fu Skylab, dal 1973 al 1979, per valutarne la possibilità di utilizzo; il secondo seguì con il nome di SeaSat-A (NSCAT, ossia scatterometro della NASA). Il terzo ADEOS-I orbitò tra il 1996 e il 1997 seguito da ADEOSE-II dal 2002 al 2003. Gli ultimi sono quelli di durata maggiore, come il QuickSCAT dal 1999 al 2018 (il quale ha portato molti dati in grado di prevedere condizioni per due decenni studiati sotto diverse circostanze), con dati regolarmente aggiornati, l'ISS rapid scat dal 2014 al 2016 ed infine il CYGNSS dal 2016 ad oggi.

## Aspetti tecnici

### Sottosistemi
Il funzionamento di tale strumento si basa su scambi continui tra questo radar che trasmette impulsi continui e la risposta degli oceani che rimanda le radiazioni terrestri con dei riflessi ("backscatter") per determinare velocità e direzione del vento con un'accuratezza di 2 m/s. Questo è composto da tre sottosistemi:
- un sottosistema per le frequenze radio (RFS);
- un sottosistema antenna;
- ed uno per l'elaborazione di dati digitali (DSS) per la quale è utilizzato il DP&IO, ossia il Data Processing and Instrument Operation attraverso i telemetri.

#### Funzionamento
Trasmette impulsi di 13.995 GHz generati da RFS ad ogni trave di antenna. Viene utilizzato inoltre un amplificatore di suoni di 3 dB per ampliare l'eco di ritorno. Il sottosistema antenna si dirama in sei travi a ventaglio a doppia-polarizzazione lunghe circa tre metri (precaricate di 0,25 dB prima del lancio).
Il sottosistema radio invece è usato per lo sviluppo digitale del segnale Doppler. L'accuratezza del segnale di direzione è di 20*, mentre abbiamo sezioni trasversali in tre angoli azimutali per la velocità del vento. 

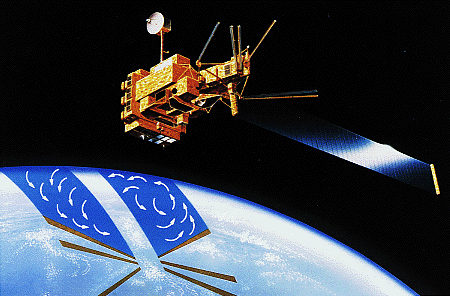
Immagine NSCAT

Attraverso poi la forza dell'eco di ritorno nominato prima si possono comprendere le caratteristiche dei venti che influenzano inondazioni costiere e permettono di monitorare cambiamenti climatici.

## Scoperte
Con questo mezzo riusciamo a prevedere cicloni extratropicali, venti sui bacini dell'oceano Nord Atlantico e Nord Pacifico (dove non erano stati previsti), giungono le immagini del rapido cambiamento dello strato di ghiaccio nell'Oceano Artico e vengono attuate operazioni di salvataggio, con pianificazione di rotte e la possibilità nella progettazione di centrali eoliche.

## Problemi
La difficoltà incontrata con uno dei primi scatterometri fu che dopo dieci anni l'antenna smise di ruotare e di conseguenza la larghezza dell'immagine che arrivava a noi era diminuita fino a diventare un raggio di soli 30 Km. Da qui partì una nuova missione che si fondava sull'idea di calibrare nuovi satelliti per elaborare dati più duraturi. Dopo questo modello seguì il QuickSCAT e poi l'International Space Station ISS-Rapid  che, per diminuire i costi, utilizzò lo stesso hardware di quello mandato nello spazio nel 1990.